# Grammy Latino de 2020
A 21ª edição anual do Grammy Latino foi realizada em 19 de novembro de 2020 no American Airlines Arena, em Miami, Flórida e transmitida pela Univision. Em decorrência da corrente pandemia de COVID-19 e os subsequentes protocolos de tratamento, a cerimônia ocorreu de maneira remota sem plateia presente e as performances de artistas convidados ocorreram virtualmente de várias partes do mundo pela primeira vez na história da premiação. A transmissão marcou o vigésimo-primeiro aniversário da cerimônia e premiou grandes realizações da Música latina lançadas entre 1 de junho de 2019 e 31 de maio de 2020.
A cerimônia de premiação recebeu uma indicação ao Emmy Internacional 2021 como melhor programa no horário nobre americano em língua não-inglesa.

## Performances
- Rauw Alejandro, Ivy Queen, Victor Manuelle, Ricardo Montaner e Jesús Navarro — "El Cantante"
- Debi Nova, Raquel Sofía e Alex Cuba — "Amor en Cuarentena" / "Esta Situación"
- Lupita Infante e Mariachi Sol de México de José Hernández — "Amorcito Corazón"
- Karol G — "Tusa"
- José Luis Perales — "Y Como es Él" / "Te Quiero"
- J Balvin — "Rojo"
- Guaynaa e Sebastián Yatra — "Chica Ideal" / "Three Little Birds"
- Anitta — "Mas, que Nada!" / "Me Gusta"
- Natalia Jiménez, Juanes, Prince Royce e Leslie Grace — "Hey" / "Un Gato en la Oscuridad" / "Burbujas de Amor"

## Vencedores e indicados
As indicações foram anunciadas em 29 de setembro de 2020. A seguir, é apresentada a lista de indicados. Na lista também foram indicados brasileiros.

### Geral
Gravação do Ano
- Alejandro Sanz — "Contigo"

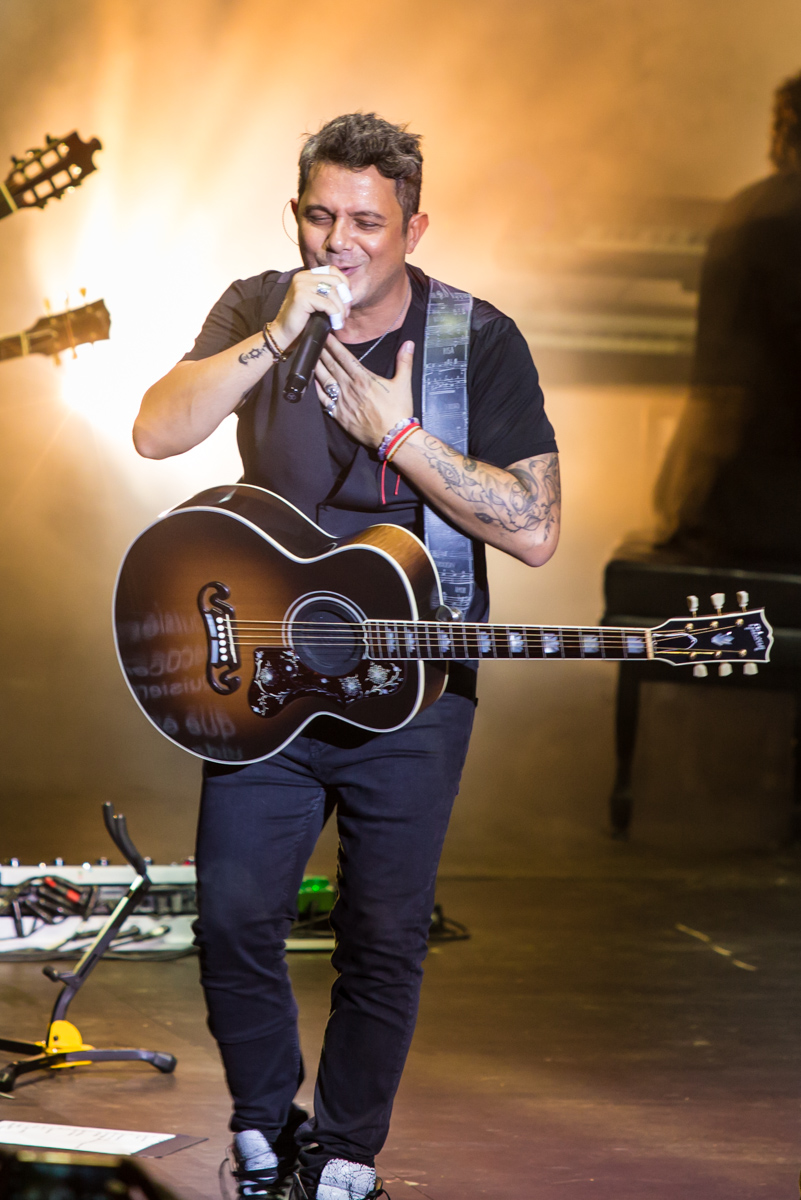
O espanhol Alejandro Sanz venceu pela sétima vez a categoria "Gravação do Ano".

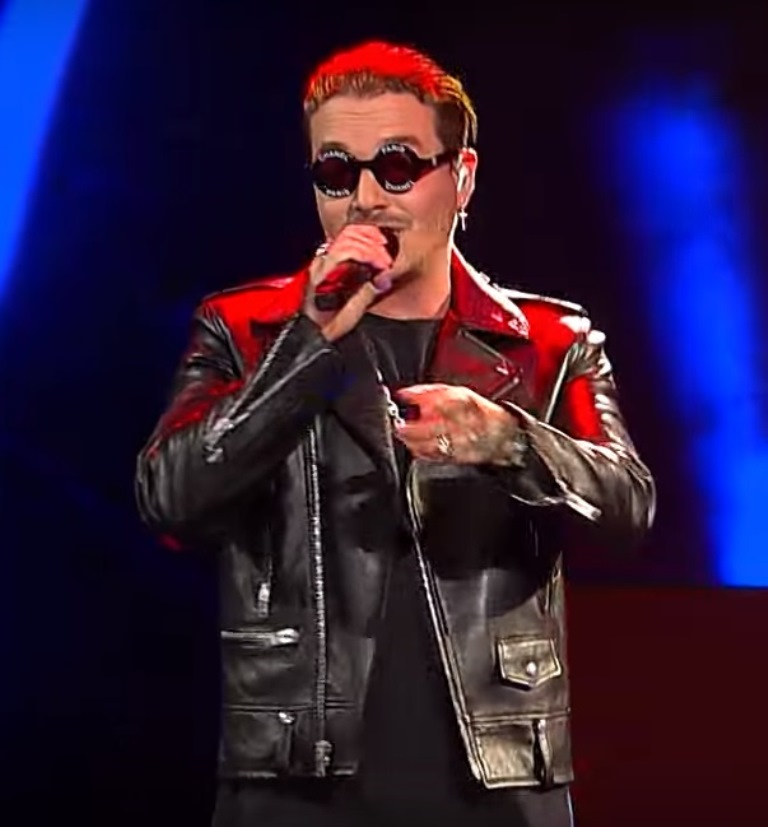
O colombiano J Balvin foi um dos artistas mais citados da edição, sendo indicado duplamente na categoria "Gravação do Ano" e outras duas vezes na categoria "Álbum do Ano".

- Anuel AA, Daddy Yankee, Karol G, Ozuna, J Balvin — "China"
- Pablo Alborán — "Cuando estés aquí"
- Bad Bunny — "Vete"
- Bajofondo e Cuareim 1080 — "Solari Yacumenza"
- J Balvin — "Rojo"
- Camilo e Pedro Capó — "Tutu"
- Kany García e Nahuel Pennisi — "Lo que en ti veo"
- Karol G e Nicki Minaj — "Tusa"

Álbum do Ano
- Natalia Lafourcade — Un Canto por México, Vol. 1
- Bad Bunny — YHLQMDLG
- J Balvin e Bad Bunny — Oasis
- J Balvin — Colores
- Camilo — Por Primera Vez
- Kany García — Mesa Para Dos
- Jesse & Joy — Aire (Versión Día)
- Ricky Martin — Pausa
- Fito Páez — La Conquista del Espacio
- Carlos Vives — Cumbiana

Canção do Ano
- "René" — Residente
- "ADMV" — Maluma
- "Bonita" — Juanes e Sebastian Yatra
- "Codo con codo" — Jorge Drexler
- "El Mismo Aire" — Camilo
- "For Sale" — Alejandro Sanz e Carlos Vives
- "#ElMundoFuera (Improvisación)" — Alejandro Sanz
- "Lo que en ti veo" — Kany García e Nahuel Pennisi
- "Tiburones" — Ricky Martin
- "Tusa" — Karol G e Nicki Minaj
- "Tutu" — Camilo e Pedro Capó

Revelação do Ano
- Mike Bahía
- Anuel AA
- Rauw Alejandro
- Cazzu
- Conociendo Rusia
- Soy Emilia
- Kurt
- Nicki Nicole
- Nathy Peluso
- Pitizion
- Wos

### Pop
Melhor Álbum Vocal Pop Contemporâneo
- Ricky Martin — Pausa
- Aitana — Spoiler
- Beret — Prisma
- Camilo — Por Primera Vez
- Juanes — Más futuro que pasado

Melhor Álbum Vocal Pop Tradicional
- Andrés Cepeda e Fonseca — Compadres
- Reyli Barba — La Metamorfosis
- Andrés Cepeda — Trece
- Gaby Moreno e Van Dyke Parks — ¡Spangled!
- José Luis Perales — Mirándote a los Ojos

Melhor Canção Pop
- "Tutu" — Camilo e Pedro Capó
- "Amor en Cuarentena" — Raquel Sofía
- "Bonita" — Juanes e Sebastian Yatra
- "Cuando estés aquí" — Pablo Alborán
- "Una vez más" — Ximena Sariñana

### Língua Portuguesa
Melhor Álbum Pop Contemporâneo em Língua Portuguesa
- Apká! — Céu
- N — AnaVitória
- Enquanto Estamos Distantes — As Bahias e a Cozinha Mineira
- Guaia — Marcelo Jeneci
- Eu Feat. Você — Melim

Melhor Álbum de Rock ou Música Alternativa em Língua Portuguesa
- AmarElo — Emicida
- Little Electric Chicken Heart — Ana Frango Elétrico
- Letrux Aos Prantos — Letrux
- Universo do Canto Falado — RAPadura
- Na Mão as Flores — Suricata

Melhor Álbum de Samba/Pagode
- Samba Jazz de Raiz, Cláudio Jorge 70 — Cláudio Jorge
- Mangueira - A Menina dos Meus Olhos — Maria Bethânia
- Martinho 8.0 - Bandeira da Fé: Um Concerto Pop-Clássico (Ao vivo) — Martinho da Vila
- Fazendo Samba — Moacyr Luz e Samba do Trabalhador
- Mais Feliz — Zeca Pagodinho

Melhor Álbum de MPB
- Belo Horizonte — Toninho Horta & Orquestra Fantasma
- O Amor no Caos Volume 2 — Zeca Baleiro
- Bloco na Rua (Deluxe) — Ney Matogrosso
- Planeta Fome — Elza Soares
- Caetano Veloso & Ivan Sacerdote — Caetano Veloso e Ivan Sacerdote

Melhor Álbum de Música Sertaneja
- Origens (Ao vivo em See Lagoas, Brazil/2019) — Paula Fernandes
- #Isso é Churrasco (Ao vivo) — Fernando & Sorocaba
- Livre Vol. 1 — Lauana Prado
- Churrasco do Teló vol. 2 — Michel Teló
- Por Mais Beijos ao Vivo — Zé Neto & Cristiano

Melhor Álbum de Música de Raízes em Língua Portuguesa
- Veia Nordestina — Mariana Aydar
- Aqui Está-se Sossegado — Camané & Mário Laginha
- Acaso Casa Ao Vivo — Mariene de Castro e Almério
- Targino Sem Limites — Targino Gondim
- Obatalá - Uma Homenagem a Mãe Carmen — Grupo Ofá
- Autêntica — Margareth Menezes

Melhor Canção em Língua Portuguesa
- "Abricó-de-Macaco" — João Bosco
- "A Tal Canção Pra Lua (Microfonado)" — Vitor Kley e Samuel Rosa
- "AmarElo (Sample: Sujeito de Sorte - Belchior)" — Emicida, Majur e Pabllo Vittar
- "Libertação" — Elza Soares, BaianaSystem e Virgínia Rodrigues
- "Pardo" — Céu